# Gare de Oued Zied
La gare de Oued Zied est une gare ferroviaire algérienne située sur le territoire de la commune de Berrahal, dans la wilaya d'Annaba.

## Situation ferroviaire
La gare est située au nord-est de la commune de Berrahal, à la limite de la localité de Oued Zied (commune de Oued El Aneb), sur la ligne de Ramdane Djamel à Annaba. Elle est précédée de la gare de Berrahal et suivie de celle d'Annaba.

## Service des voyageurs

### Desserte
La gare est desservie par les trains régionaux de la liaison Annaba - Berrahal,.